# جوقة (عمارة)

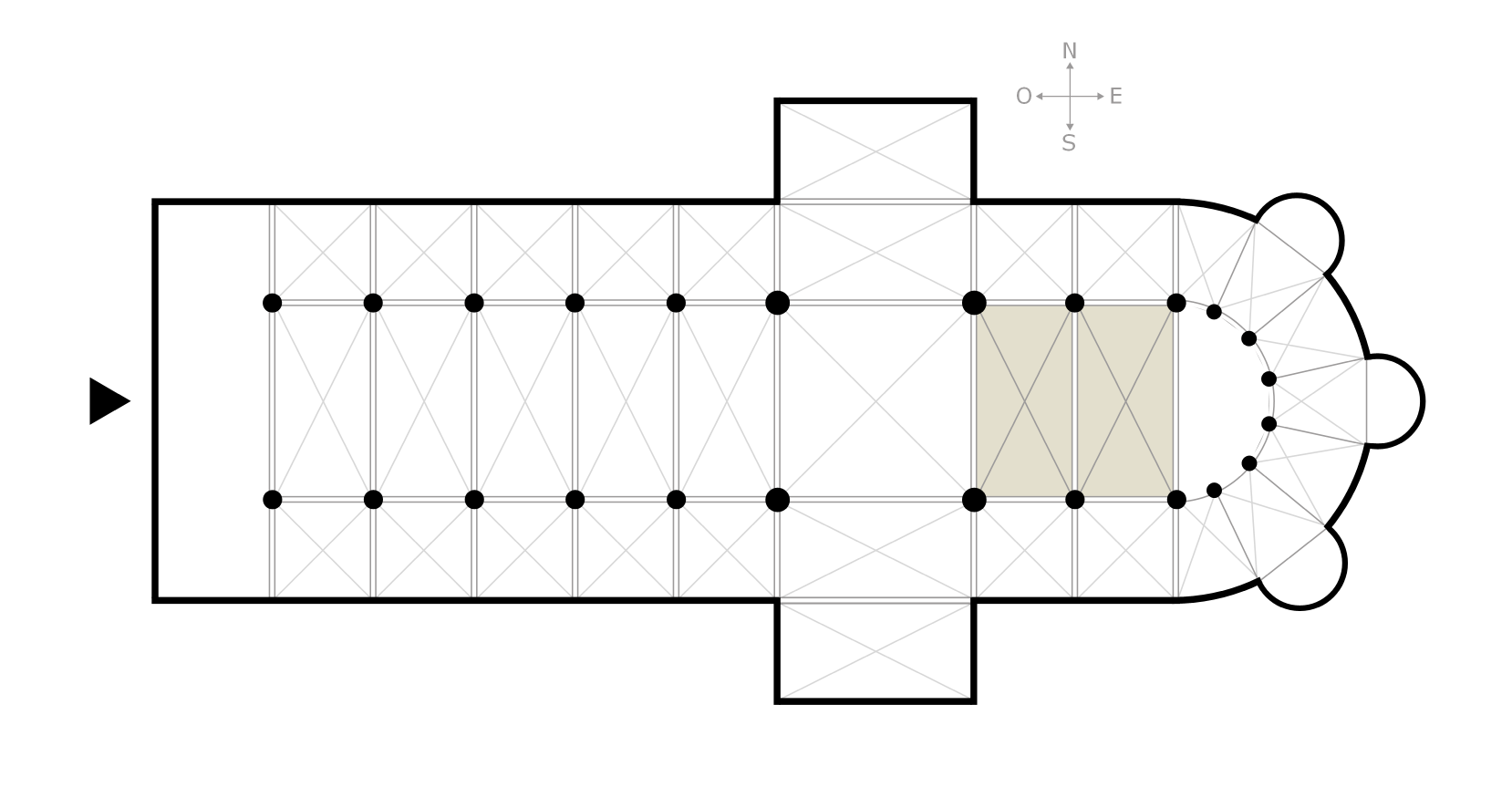
وضع الخورُس داخل كنيسة صليب لاتينية كبيرة

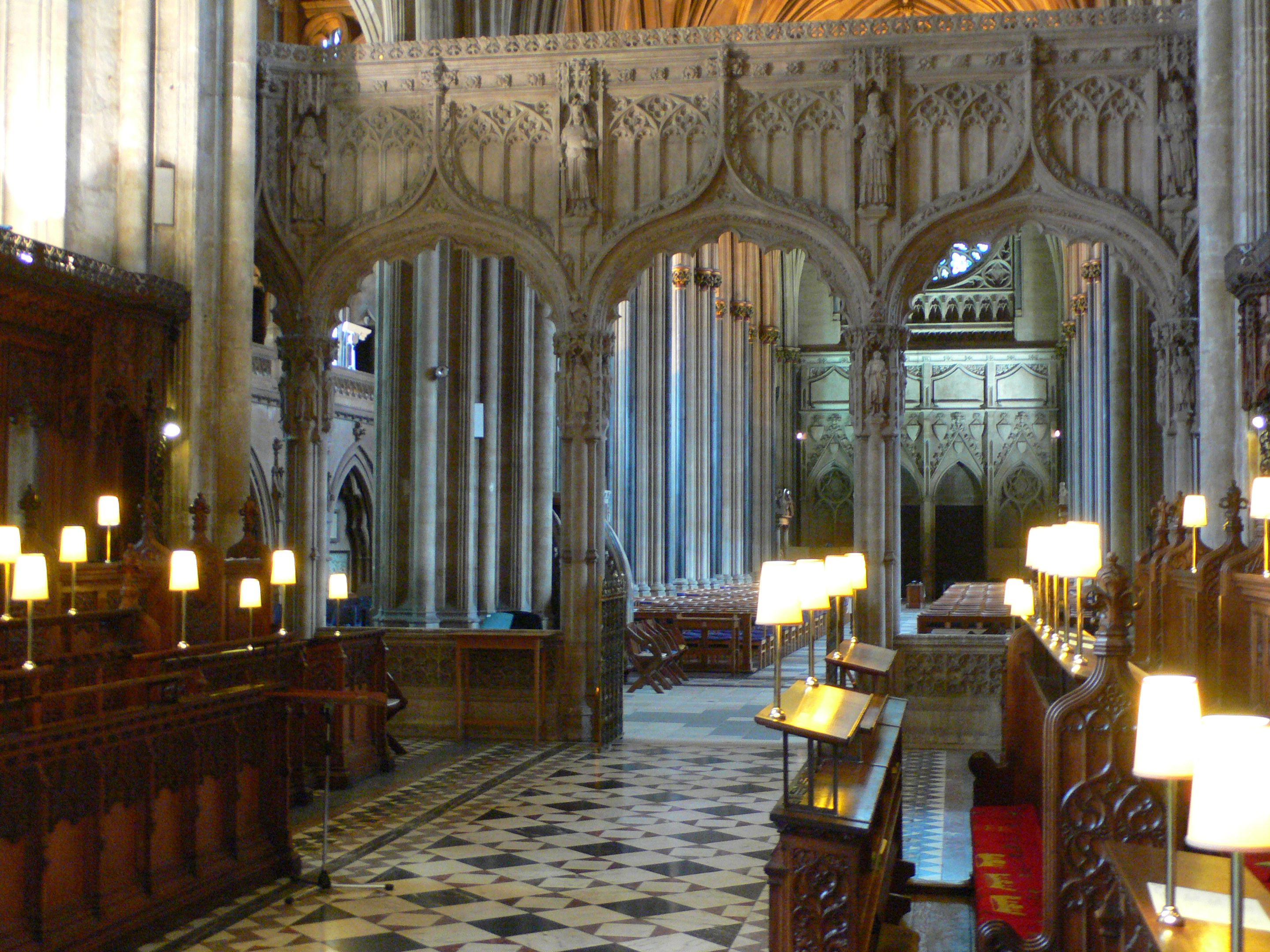
خورس كتدرائية إبرستول ذات صحن كنيسة الذي يمكن رؤيته من خلال الهيكل باتجاه الغرب

الخورُس أو الخوروس أو مكان الجوقة أو شرفة الجوقة هي منطقة في كنيسة أو كتدرائية يجلس فيها رجال الدين وجوقة الكنيسة. وهو يقع في الجزء الغربي من الهيكل بين صحن الكنيسة والحرم الذي يضم المذبح.